# Universidad Tecnológica Dublín
Universidad Tecnológica de Dublín o TU Dublin es una universidad tecnológica de Irlanda. Como universidad inicia su andadura en enero de 2019, pero es el resultado de la unión de varios institutos tecnológicos con bastante arraigo en la ciudad de Dublín, alguno de ellos con una historia que se remonta a 1887. Es en la actualidad una de las instituciones universitarias con mayor número de estudiantes en Irlanda.
El campus principal está en Grangegorman, Dublín, con otros dos campus, en Tallaght y Blanchardstown. Así mismo cuenta con facultades y escuelas en emplazamientos heredados de las instituciones previas como en Bolton Street.

## Historia
La universidad se formó en 2019 mediante la fusión de tres mayores institutos de tecnología existentes en la ciudad de Dublín: el Instituto de Tecnología de Dublín o Dublin Institute of Technology (DIT), el Instituto de Tecnología de Blanchardstown o Institute of Technology Blanchardstown (ITB) y el Instituto de Tecnología de Tallaght o Institute of Technology Tallaght (ITT).

## Instalaciones

### Campus

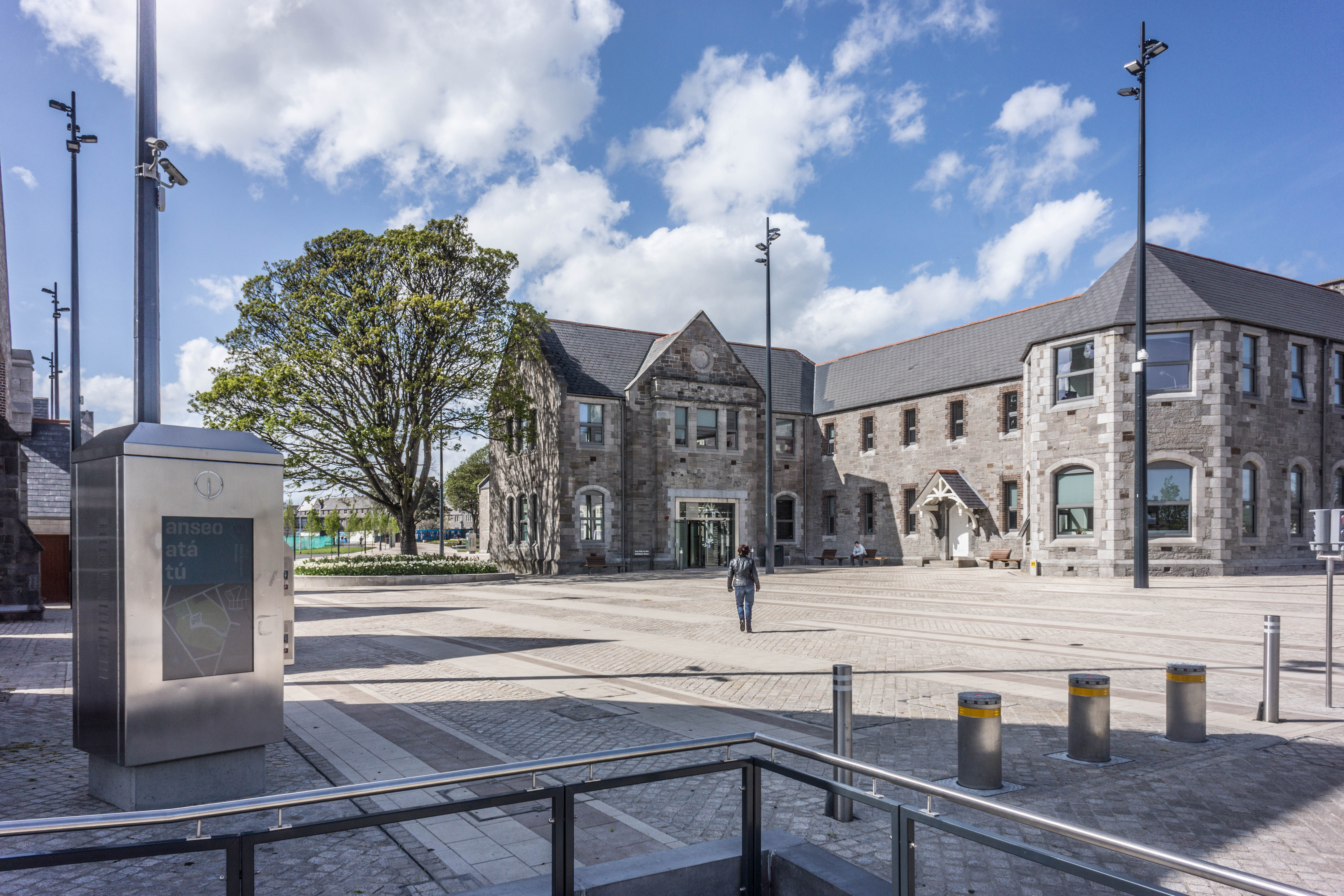
Campus de Grangegorman
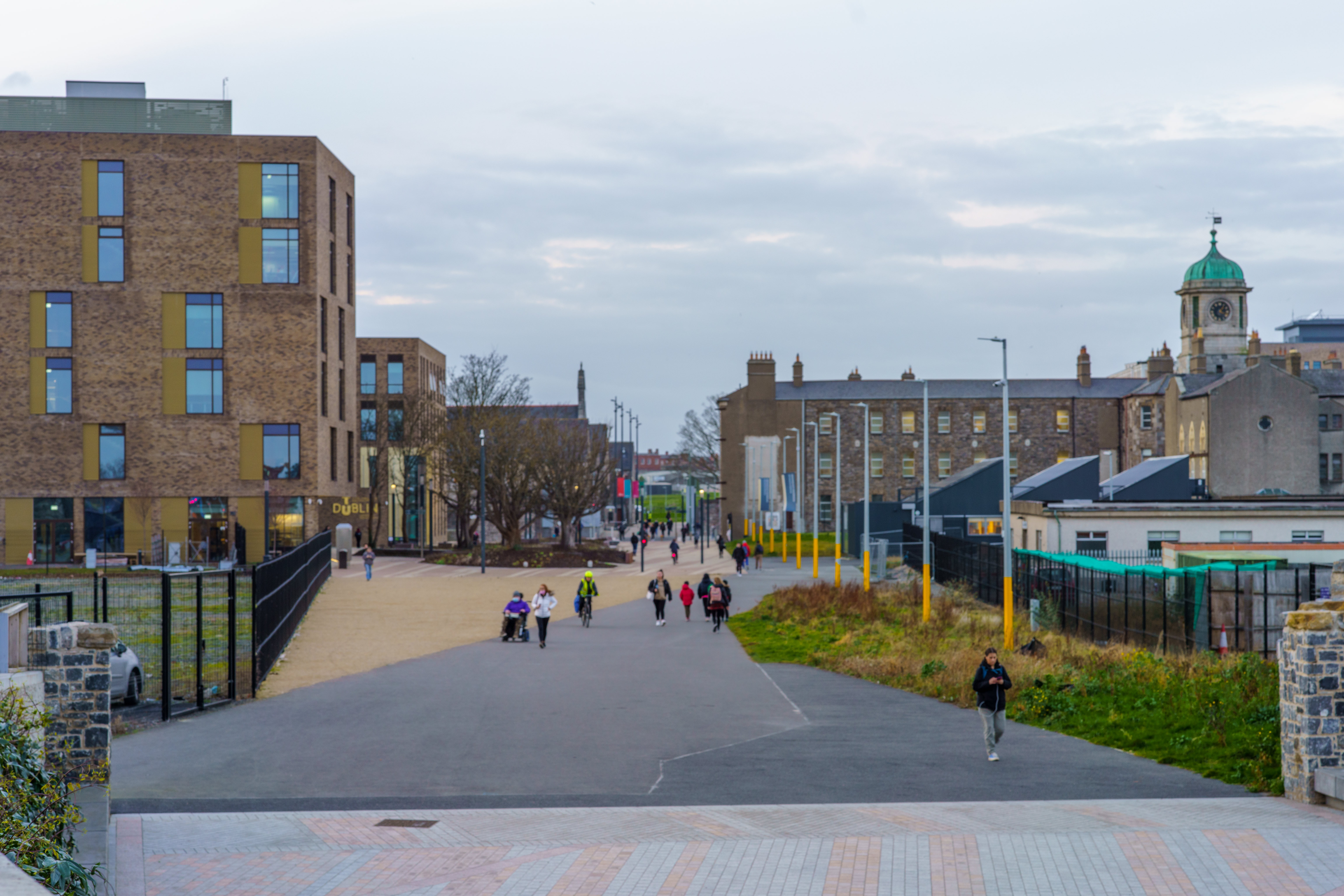
Campus de Grangegorman
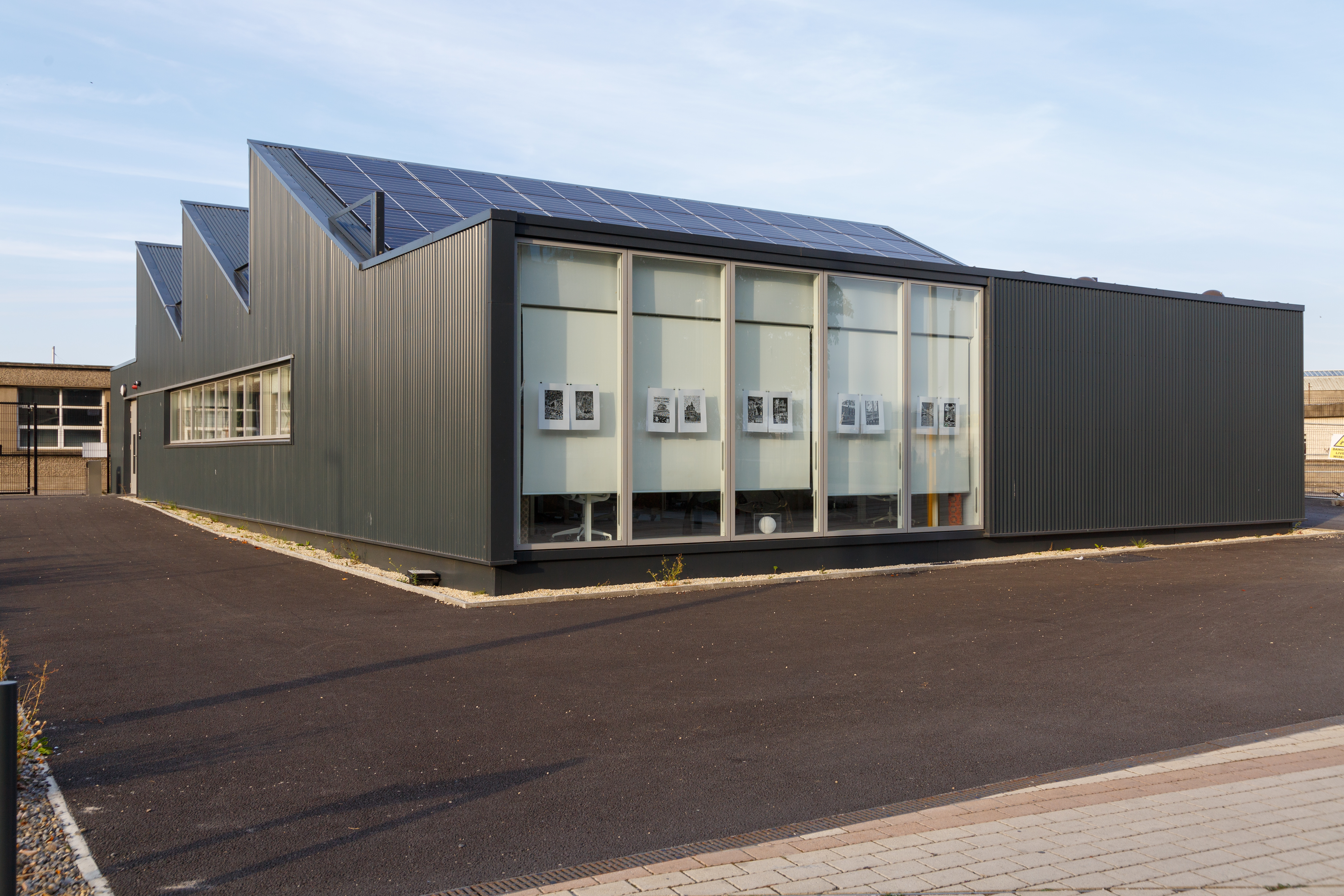
El estudio Printworks en el campus de Grangegorman
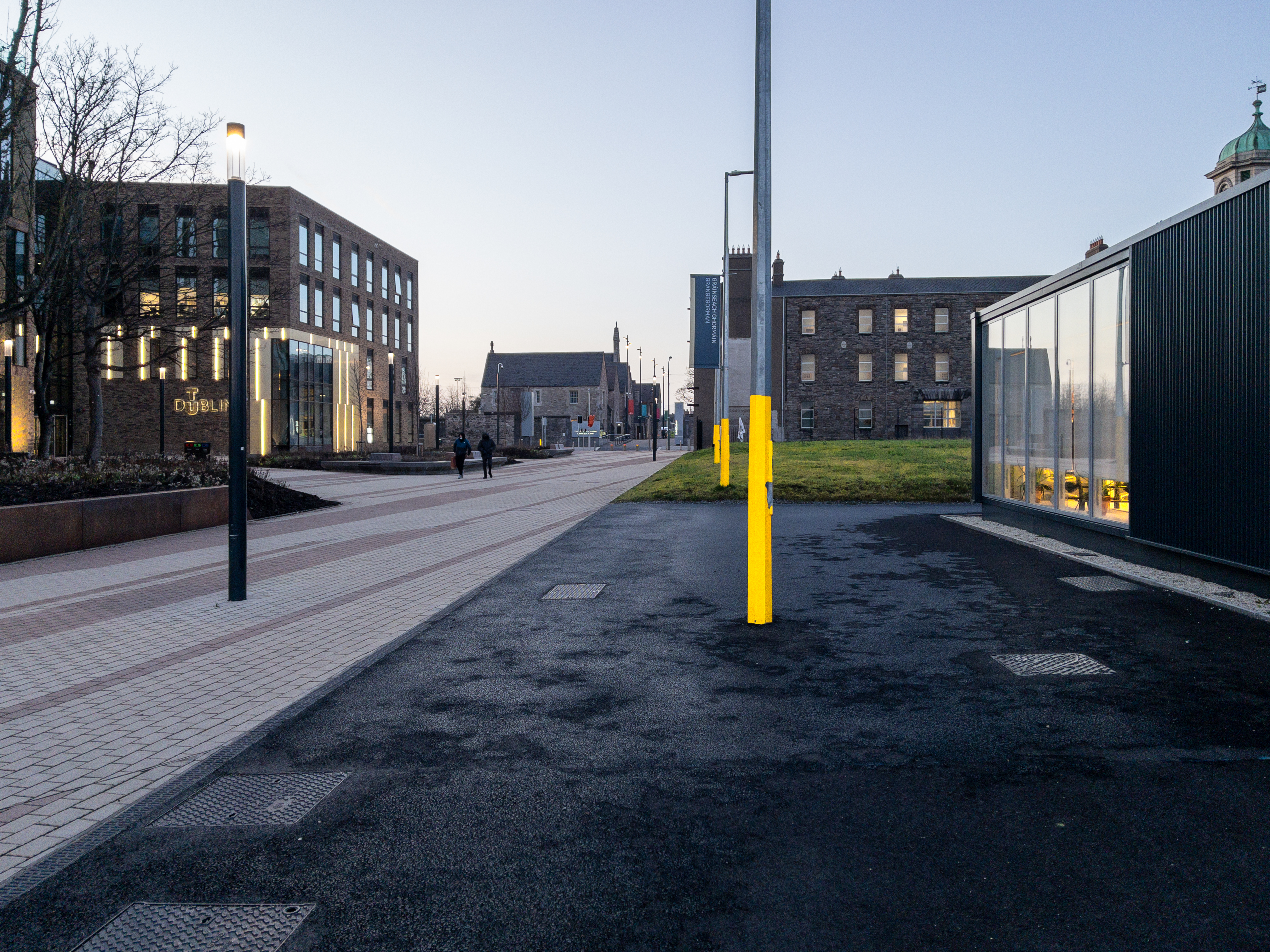
Campus de Grangegorman
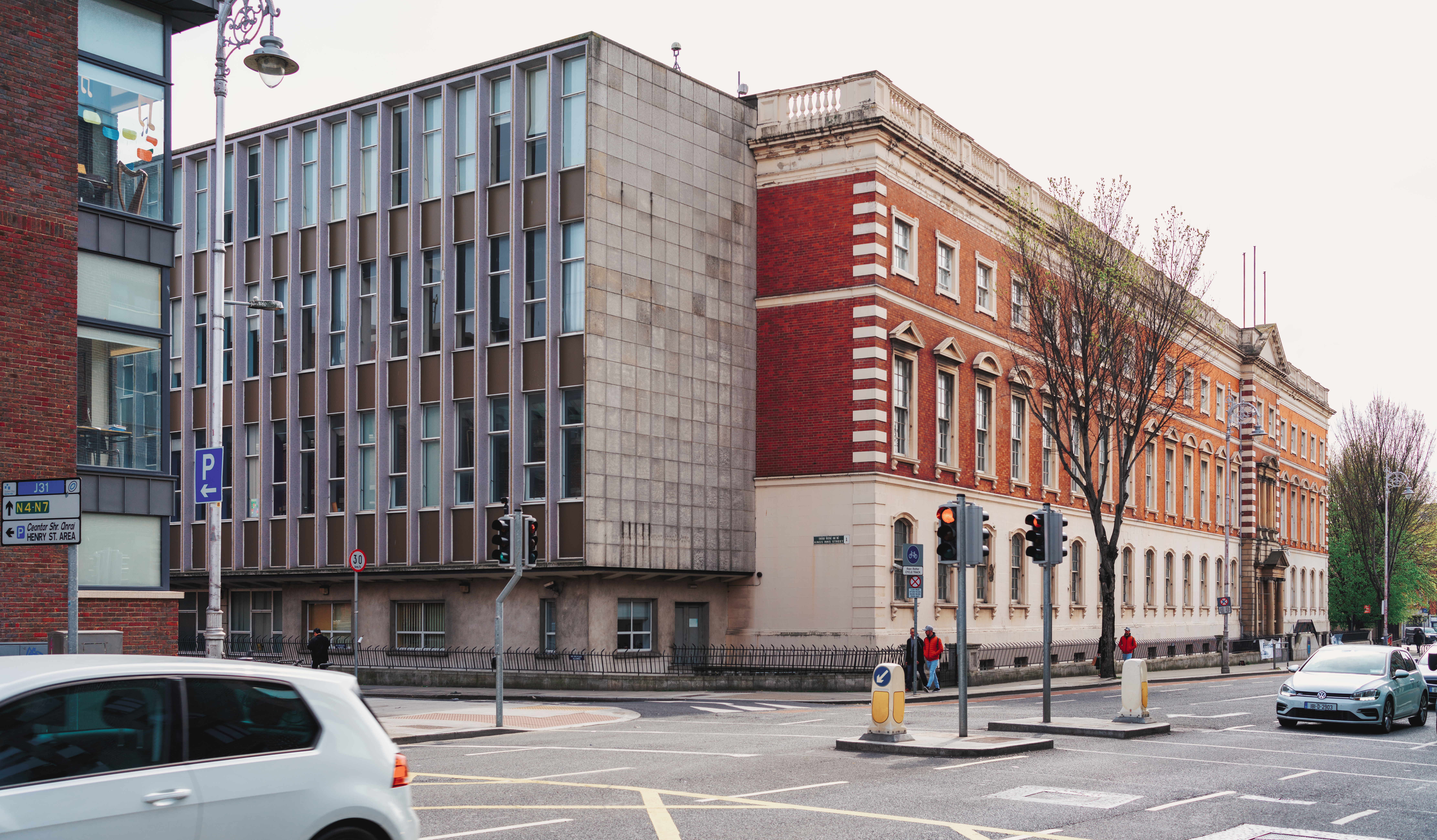
Campus de Bolton Street
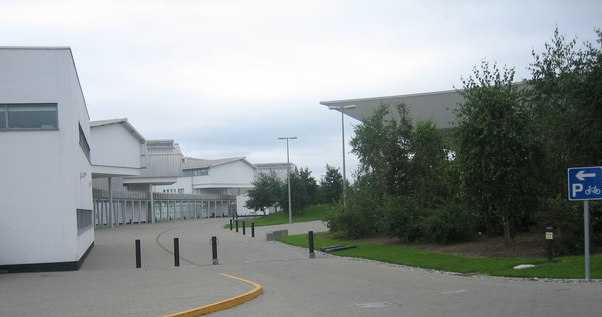
Campus de Blanchardstown